# The Ballad of Buster Scruggs
The Ballad of Buster Scruggs (no Brasil, A Balada de Buster Scruggs) é um filme de faroeste americano de 2018 dirigido, escrito e produzido por Joel Coen e Ethan Coen, baseado nas obras All Gold Canyon, de Jack London e The Gal Who Got Rattled, de Stewart Edward White. Protagonizado por Tim Blake Nelson, Liam Neeson, James Franco, Brendan Gleeson, Zoe Kazan, Tyne Daly, Harry Melling e Tom Waits, é uma antologia de seis contos ambientados no Velho Oeste.

## Elenco
- The Ballad of Buster Scruggs
  - Tim Blake Nelson - Buster Scruggs
  - Willie Watson - The Kid
  - David Krumholtz - Francês
  - E.E. Bell - Pianista
  - Tom Proctor - Cantina Bad Man
  - Clancy Brown - Çurly Joe
- Near Algodones 
  - James Franco - Cowboy
  - Stephen Root - Teller
  - Ralph Ineson - Homem de Preto
  - Jesse Luken - Tropeiro
- Meal Ticket 
  - Liam Neeson - Empresário
  - Harry Melling - Harrison
- All Gold Canyon 
  - Tom Waits - Garimpeiro
  - Sam Dillon - Homem
- The Gal Who Got Rattled 
  - Zoe Kazan - Alice Longabaugh
  - Bill Heck - Billy Knapp
  - Grainger Hines - Mr. Arthur
  - Jackamoe Buzzell - Pensionista
  - Jefferson Mays - Gilbert Longabaugh
  - Ethan Dubin - Matt
- The Mortal Remains 
  - Tyne Daly - Mrs. Betjeman
  - Brendan Gleeson - Clarence, o irlandês
  - Jonjo O'Neill - Thigpen, o inglês
  - Saul Rubinek - René, o francês
  - Chelcie Ross - Caçador